# 李生达
李生达（1887年—1936年5月31日），字舒民，山西省泽州府（今晋城市）人，国民革命军上将。 

## 生平
父李子善，光绪年间乡约（包税人）。
1909年考入山西陆军小学堂第四期。参加辛亥革命山西举义。1915年考入保定军校第五期。1918年秋，商震筹办太原学兵团干部培训队，1918年9月李生达任干训队第一队队副。1919年，干训队扩为学兵团(实际为阎锡山办的军校，对中华民国教育部称斌业中学，对中华民国陆军部报为步兵第9团)，下设12个连，李生达任第3连连长。1926年阎锡山与直奉联手发动进攻冯玉祥西北军的“讨赤之役”，李生达任山西陆军10团1营营长，负责大同北门防务，力主抵抗，升任10团代团长，与冯玉祥国民军对峙五个月军终不能克。1926年5月、9月、12月，李生达连升三级（团、旅、师）任山西陆军第十五师（辖一旅一团）师长，1927年2月兼晋北镇守使。
1927年9月，阎锡山进攻张作霖。李生达的第15师沿京绥线进至宣化以西的怀安，于此击溃奉军高维岳部，占据了宣化。在继续向前推进中与奉军汤玉驎、马作相、万福驎等部主力在宣化以南的泥河子激战六天六夜，李师重创。晋军左路军处于劣势，被奉军追击到繁峙一带。总指挥商震率各部退到大同，部署在雁门关至龙泉关一线设防。李师在繁峙一带凭险固守。二次北伐，李生达师由浑源经灵丘，向涞源方向急进，直插保定侧背，配合晋军各部南北夹击，全歼奉军王树常军及李振堂师。5月下旬，晋军攻占保定。1928年7月李生达升任第五军军长，驻军天津。1928年9月第5军缩编为暂编第5师任师长，1928年10月兼平津护路司令。1928年11月改任第36师师长。1929年1月兼任北宁路警备司令。
1930年中原大战阎锡山战败下野。1931年6月李生达任新组建的第三十五军第72师师长，驻防山西省正太线，不归军长傅作义指挥。
1933年夏，第72师由晋东南开石家庄，准备参加长城抗战，在井陉2次被蒋介石召见。
1934年9月24日，蒋介石急电阎锡山，催晋军入赣：“近日各地赤匪分派多数小股，到处突窜，后方空虚，亟盼派队早日开拔。兄预定派何师？能否于下月删日以前集中南昌……”阎锡山决定派李生达率本部及独立第2旅周原健部共8个团赴江西剿共，中央每月协饷10万元。9月26日，阎复电蒋介石：“倾已令第72师李师长生达所部6团、及独立第2旅周原健部2团，积极准备。惟该两部现在霍县、宁武一带筑路，须于下月微日（5日）前后可在太原集中，约于庚日（8日）可开始出发，删日（15日）前后可输送完毕。”1934年10月，72师师长李生达率领晋军8个团抵达南昌，李生达所部6个团开抵吉安、万安，接替北自仁和圩，沿赣江南至绵津（今万安县五丰镇棉津村）的防线；周原健部两个团开抵吉安，负责守备赣江西岸北起仁和圩，南经峡江、吉安至泰和城东的防务，防堵中央红军渡江突围。因中央红军开始长征，晋军守备区域改由其他部队接防，并未参加战斗。1934年10月27日蒋介石升李生达为第十九军中将军长兼第72师师长。1934年11月兼任驻赣绥靖公署（主任顾祝同）第2绥靖区（司令官刘兴）副司令。1935年4月8日叙任陆军中将。1935年5月第十九军撤至蚌埠，为徐（州）海（州）警备司令，担任津浦路北自利国驿，南至浦口、陇海路西自黄口，东至海州防务。中央每月协饷发至7月1日。
1934年陕北红军日渐壮大，势力扩展到黄河西岸。1935年春，蒋介石以军事委员会北平分会名义要求阎锡山出兵2个旅到陕北“协剿”红军。阎派遣第71师之第206旅（方克猷）从河防一线撤下来，集结在离石，从军渡先期渡河入陕，在吴堡、绥德等无定河以东地区驻防，清剿绥德东区和葭吴根据地的陕北红军（第三次“围剿”与反“围剿”）1935年7月，阎锡山借“协剿”陕北红军之机将李生达部调回山西，任命“正太护路军”司令孙楚为“陕北剿匪前敌总指挥”（陕北剿匪第三防守区司令），第十九军中将军长兼第72师师长李生达为副总指挥（未到任，第208旅旅长陈长捷代理副总指挥），率领阎军12个团由军渡渡河入陕，进驻吴堡及绥德东区：
1935年12月国民党五大，李生达与阎锡山、傅作义等成为中国国民党中央执行委员。会后，蒋介石召见李生达，赠现款15万元，李生达用于在家乡修建一条百里长的石板路。1936年2月20日红军东征，晋军编成四个纵队与东征红军作战，1936年2月26日李生达任剿匪第3纵队司令，辖第72师2个旅和第68师1个旅。1936年4月蒋介石派遣中央军进入山西省剿共，总指挥陈诚没有到任前，李生达任晋陕绥宁四省边区剿匪总指挥部副总指挥、代总指挥，兼晋军剿匪第3纵队司令、第十九军军长兼第72师师长，率晋军15个团西渡黄河挺进陕北。1936年5月30日，李生达离开太原到达离石军部，5月31日凌晨2时，李生达在军部被身边卫士熊希月刺杀身亡。1936年5月31日蒋介石致电阎锡山: “李军长被刺逝世，不胜悲恸。请一面彻查原因，一面办理善后，并代慰其家族，并请随时详告。”6月2日蒋介石派陈诚赴离石调查李生达遇刺事件；同日国民政府拨3万公款抚恤李生达家属，阎锡山的太原绥靖公署增拨1万。7月2日国民党中央执行委员会决议：“中央执行委员、第十九军长李生达因公殒命，函国府追赠陆军上将。发给治丧费，并从优议恤，事迹载入国史馆，中央定期举行公祭。”7月3日太原绥靖公署在太原举行李生达将军公祭，全城机关单位学校停业停课，蒋介石派陈诚、张学良为治丧委员，阎锡山扶棺出殡，绕太原城一周，享尽哀荣。葬于山西晋城姚坡。7月23日国民政府追赠陆军上将。旅长陈长捷接任第72师师长。 